# Chiesa di San Michele (Sorbolo Mezzani, Mezzano Superiore)
La chiesa di San Michele è un luogo di culto cattolico dalle forme tardo barocche situato in piazza Giuseppe Rondizzoni 1 a Mezzano Superiore, frazione di Sorbolo Mezzani, in provincia e diocesi di Parma; è sede di una parrocchia compresa nella zona pastorale della Bassa.

## Storia
Una prima chiesa, soggetta a ripetute inondazioni, fu probabilmente realizzata nel XII secolo. 

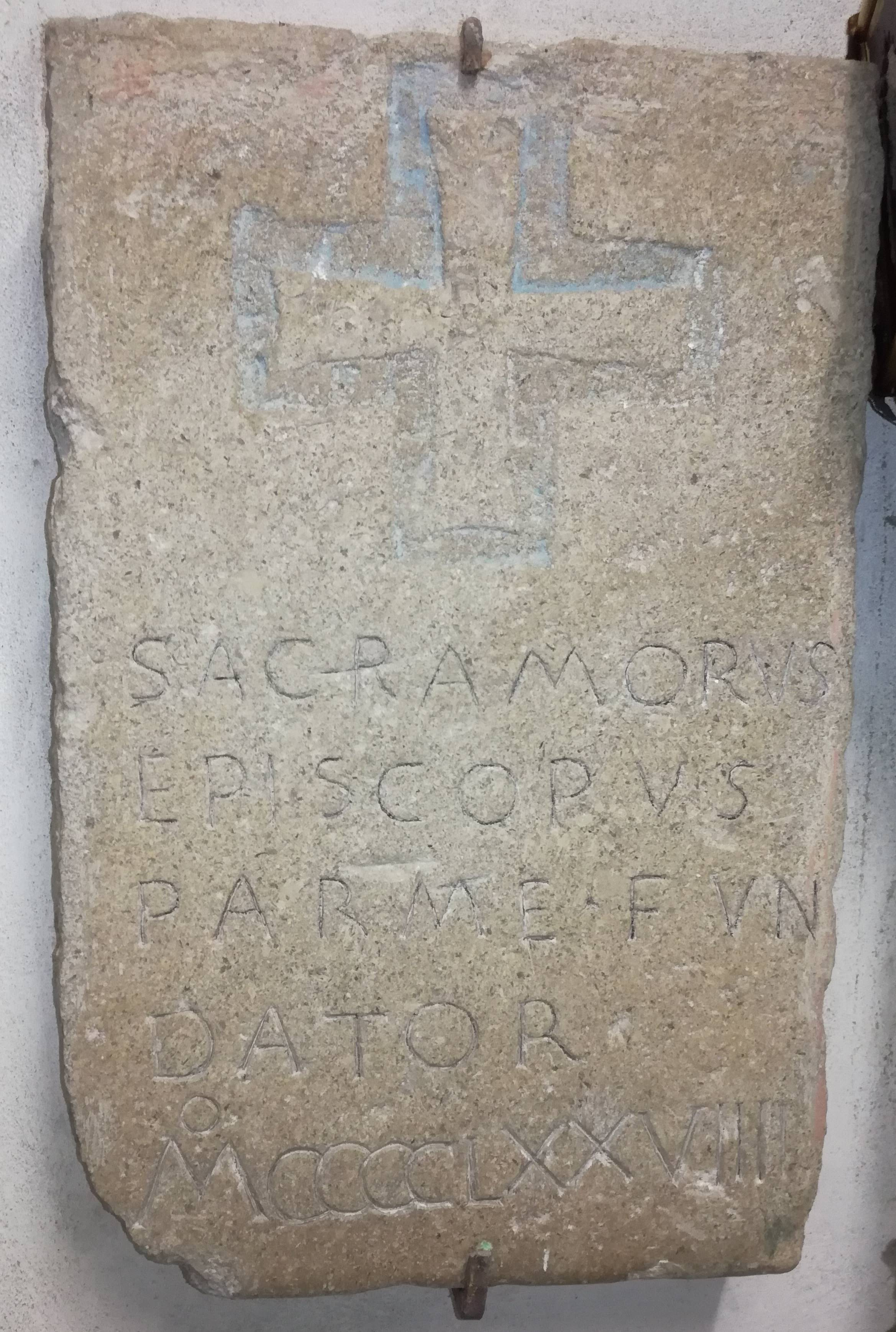
La pietra relativa alla fondazione della seconda chiesa

Venne successivamente riedificato un secondo edificio nel XV secolo. Nella canonica è visibile una pietra erratica scolpita che testimonia la fondazione della seconda chiesa ad opera del vescovo Sagramoro Sagramori nel 1479. La pietra e i muri basali della seconda e l’abside della prima costruzione furono rinvenuti nel corso di lavori di restauro realizzati nel 1964. Quella di Mezzano Superiore era la prima chiesa realizzata nel territorio del feudo vescovile dei Mezzani. Dai resti recuperati della seconda chiesa, in particolare dalla trabeazione, si desume la buona fattura dell’edificio religioso, una costruzione dalla struttura rinascimentale. Sorprende che tale struttura sia stata edificata in un ambiente allora ai limiti del mondo civilizzato, che secondo le cronache del tempo era punteggiato di acquitrini, periodicamente soggetto alle piene dei fiumi circostanti e pertanto di difficile coltivazione. La popolazione che vi risiedeva era molto povera e abitava case realizzate in legno e canne palustri.

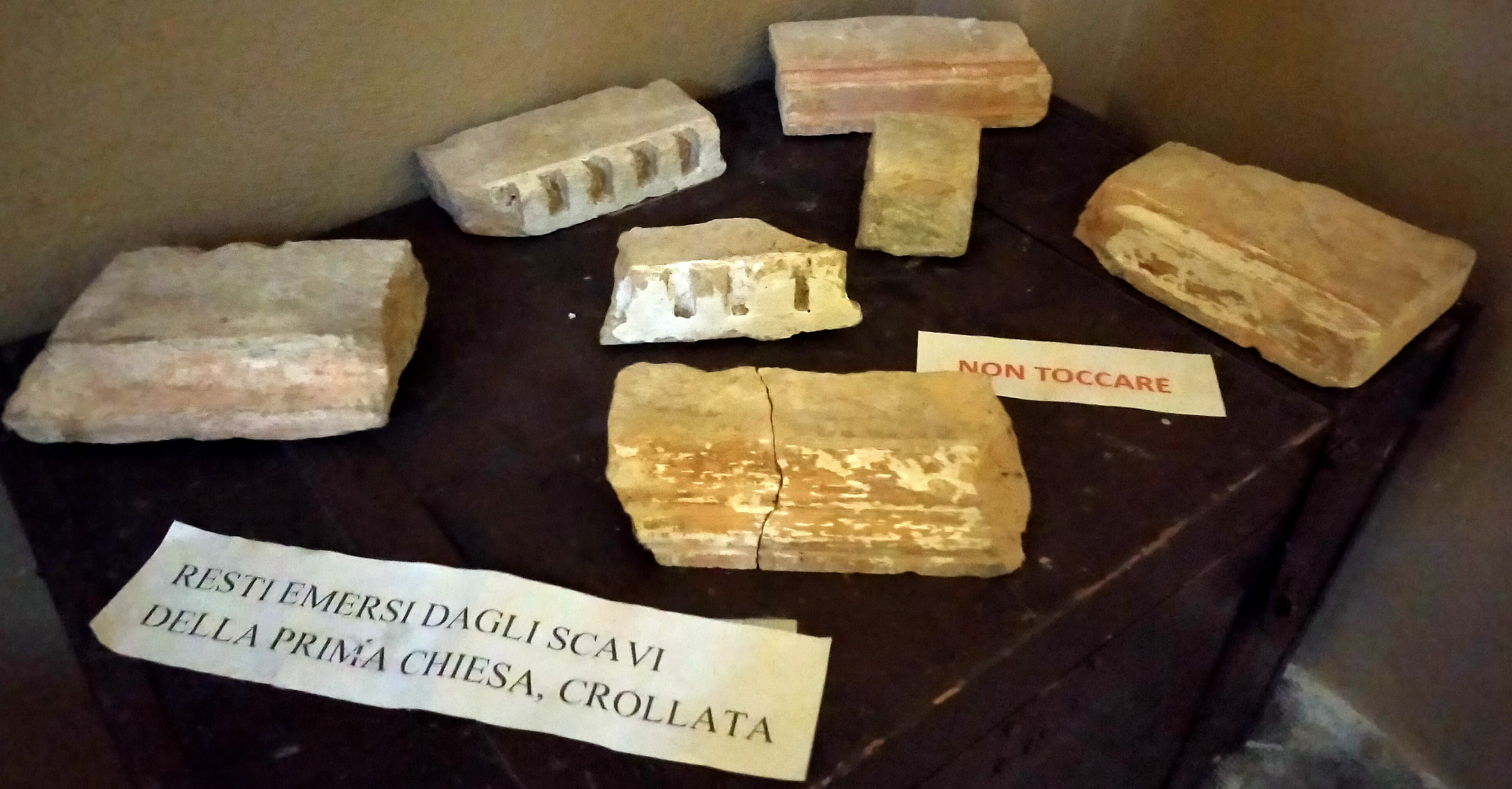
Mattoni appartenenti alla chiesa quattrocentesca

Questa chiesa, nel 1516 risultava essere in commenda, mentre nel 1564 era già divenuta parrocchiale.
Nel 1578 il vescovo Giovan Battista Castelli effettuò una visita apostolica di tutta la diocesi di Parma per accertarsi che le disposizioni del Concilio di Trento fossero state correttamente applicate e apportare correzioni ove fossero rimaste irregolarità. Dai verbali redatti dall'ecclesiastico risulta che visitò anche la chiesa quattrocentesca di Mezzano Superiore. Richiese che venissero intonacati e imbiancati i muri interni ed esterni dell'edificio, che fosse dipinta  un'immagine di San Michele sopra la porta d'ingresso e inoltre che fossero rinnovati diversi arredi sacri. 
Nel 1664 fu sopraelevato il campanile nelle attuali fattezze rinascimentali.
Alla fine del XVII secolo le piene del Po avevano compromesso le strutture della vecchia chiesa, fu deciso pertanto di demolirla. Nel 1694 iniziò la costruzione dell’edificio attuale, più ampio e traslato verso ovest di 7 metri riutilizzando i laterizi di quello preesistente.
La nuova chiesa venne terminata nel 1736. Il piazzale antistante alla stessa era molto più ristretto dell’attuale, una striscia più chiara nell’attuale pavimentazione indica com’era il sagrato a quell’epoca: si affacciava a nord sul torrente Parma come oggi ma era circondato da edifici a due piani sia a ovest sia a sud. Rispetto ai tempi dell’edificazione della prima chiesa, l’abitato circostante era mutato, le abitazioni in legno e canne erano state rimpiazzate da case in muratura. L’edificio religioso, congiuntamente alla protezione del vescovo su questo territorio di suo dominio, avevano dato il via alla trasformazione del luogo migliorandone le condizioni di vita. 
A seguito della ricostruzione, la chiesa venne insignita dell’arcipretura onoraria.
Nel 1970 si dovette procedere al completo rifacimento del tetto della chiesa con una nuova struttura poiché la precedente doveva essere irrimediabilmente compromessa come provano i pochi elementi di sostegno superstiti e i danni da infiltrazioni d’acqua riscontrati sulla pellicola pittorica delle volte dell’edificio. Questo intervento pur non conforme ai principi del restauro di una chiesa ha però limitato i danni del terremoto del 25 gennaio 2012.
Negli anni '80 del XX secolo fu esteso il presbiterio attraverso la rimozione della balaustra.
Il sisma del gennaio 2012 ha comportato la dichiarazione di inagibilità dell’edificio. Sono stati in seguito realizzati interventi di consolidamento e miglioramento sismico, riguardanti sia la chiesa sia il campanile, legati sia ai danni del terremoto sia a problemi preesistenti dovuti all’assestamento del terreno. Nella stessa occasione è stato inoltre effettuato anche un restauro decorativo delle volte.
La chiesa è stata riaperta al culto il 20 novembre 2016.

## Descrizione
La chiesa si sviluppa su pianta rettangolare a navata unica, con l'ingresso rivolto a ovest e presbiterio absidato a est.

### Esterno

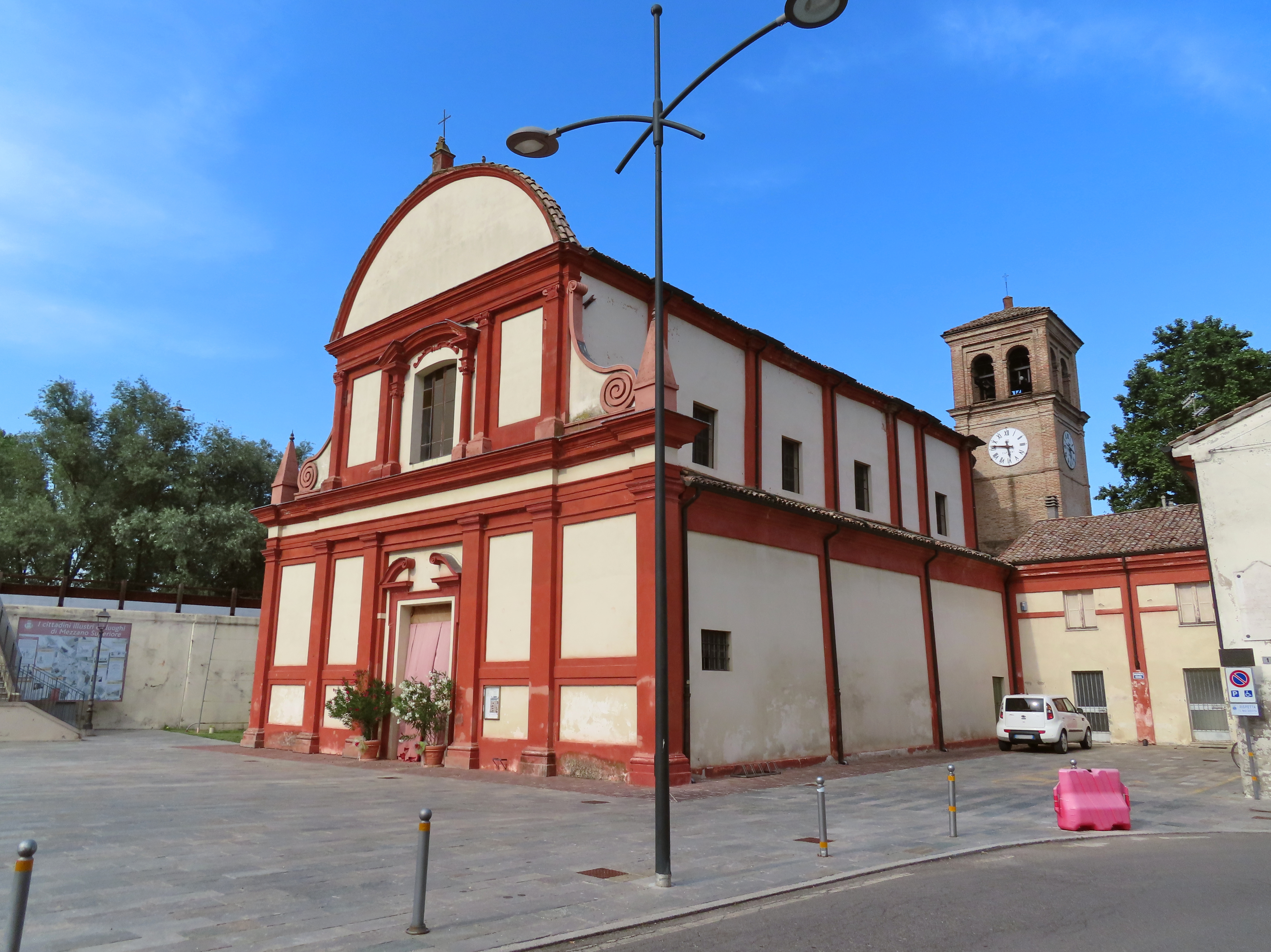
Facciata e lato sud

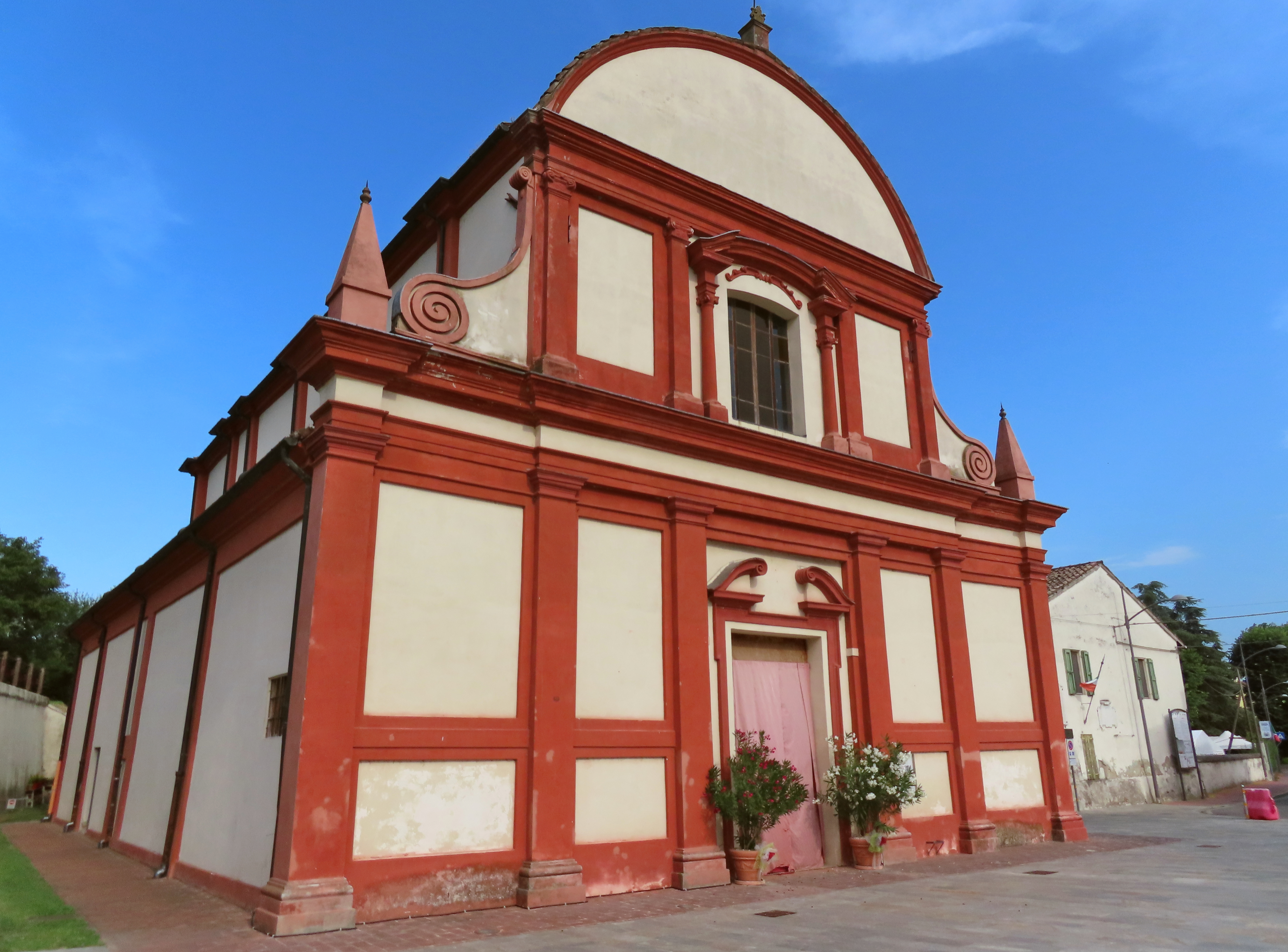
Facciata e lato nord

Presenta una simmetrica facciata a salienti con due ordini sovrapposti ripartiti da un cornicione mediano e coronati da un ulteriore cornicione superiore.  Il prospetto anteriore è caratterizzato da un ampio timpano tondo, due volute a raccordo e altri fini elementi plastici. Le volute in particolare richiamano i modi di Giuliano Mozzani a cui viene attribuita la progettazione della chiesa attorno al 1720. La facciata, realizzata in muratura intonacata, è suddivisa da sei lesene doriche nella sezione inferiore e da quattro lesene ioniche in quella superiore. Lateralmente vi sono quattro lesene nella sezione inferiore e sei lesene in quella superiore. Sul lato destro in posizione arretrata rispetto all'edificio sacro aggetta la canonica, posteriormente ad essa sempre sul lato destro della chiesa è ubicato il campanile di fattezze rinascimentali. La torre, a pianta quadrata, realizzata in laterizio a vista si sviluppa su quattro livelli suddivisi da fasce marcapiano. La cella campanaria si affaccia sui quattro lati per mezzo di bifore con arco a tutto sesto ed è sovrastata da una cuspide a piramide bassa.
Il portale d'accesso è contornato da una cornice in aggetto e sovrastato da un piccolo frontone tondo spezzato terminante in due volute. Superiormente è sormontato da una finestra ad arco contornata da due colonnette ioniche sorreggenti un frontone tondo aperto. 

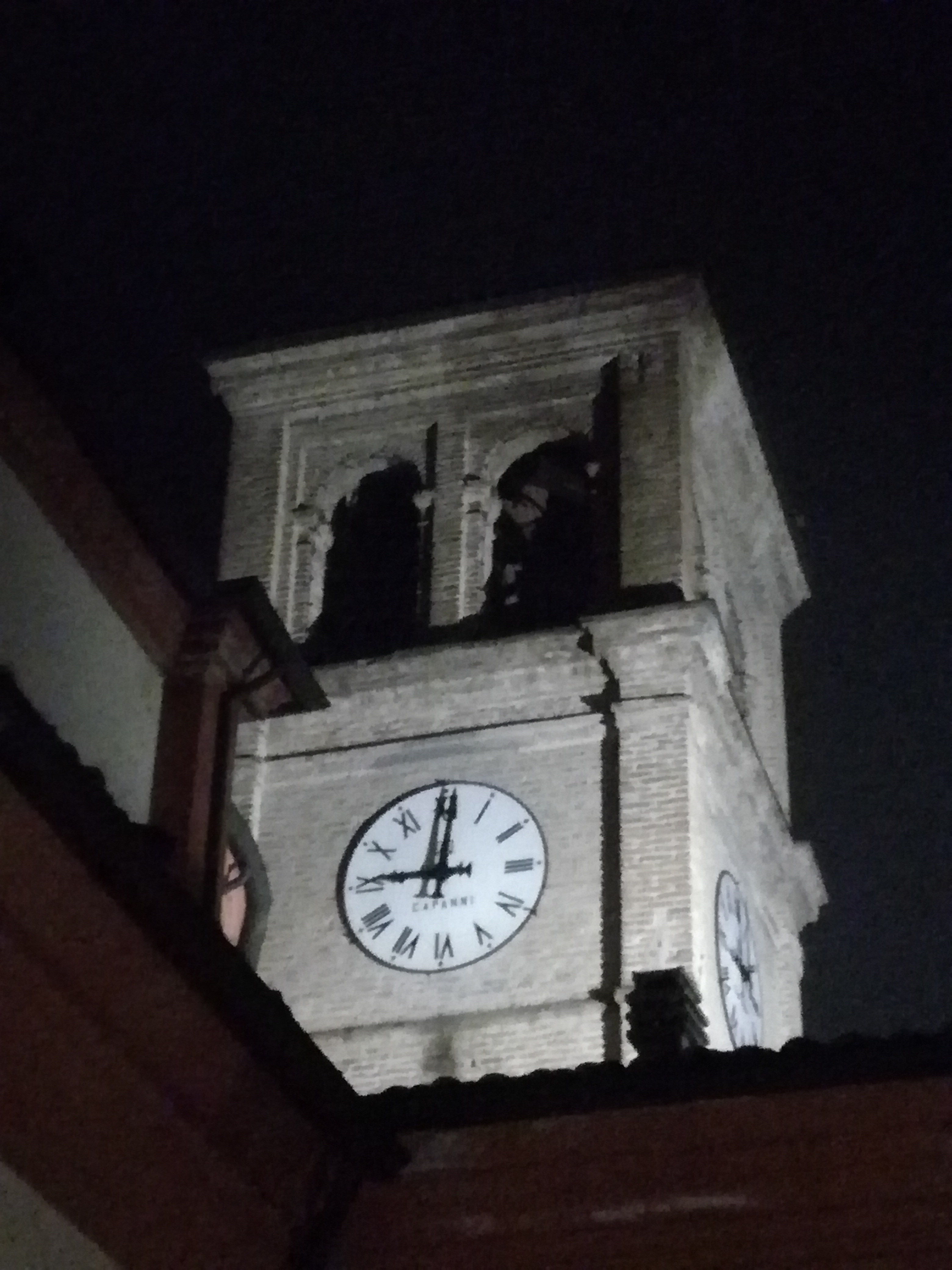
Vista notturna del campanile rinascimentale

La colorazione esterna è mutata nel corso dei secoli, quella attuale ricalca le tinte originali del periodo farnesiano con membrature in rosso e fondi in bianco virante al gialletto.

### Interno
L’interno presenta una navata unica con presbiterio rialzato da due gradini e abside semicircolare emergente. L'aula di forma rettangolare è delimitata da due file di pilastri che sorreggono archi semicircolari. Delimitate dai pilastri, si aprono su ogni fianco tre cappelle laterali. A destra e sinistra del presbiterio, si trovano due vani delimitati due ulteriori arcate. L'interno dell'edificio è chiuso da una volta a botte lunettata. L'attuale decorazione pittorica è stata realizzata tra il XIX e il XX secolo e in buona parte nasconde quella risalente alla prima metà del XVII secolo. La pavimentazione è in cotto a corsi diagonali. '
Mensa ed urna dell'altare maggiore, probabilmente provenienti da un’altra chiesa, sono in marmo intarsiato scolpito nei modi di Antonio Orlandi. L'abside ospita un coro ligneo sovrastato da un'ancona lignea del ‘700 in cui è ubicata la raffigurazione di San Michele che schiaccia il demonio.